# Campeonato Africano de Atletismo de 2012 - 400 m masculino
A prova dos 400 metros masculino do Campeonato Africano de Atletismo de 2012 foi disputada entre os dias 27 e 29 de junho de 2012 no Estádio Charles de Gaulle em Porto Novo,  no Benim. 

## Recordes
Antes desta competição, os recordes mundiais e do campeonato nesta prova eram os seguintes:
|                       | Nome            | Nacionalidade                  | Tempo  | Local     | Data                  |
| --------------------- | --------------- | ------------------------------ | ------ | --------- | --------------------- |
| Recorde mundial       | Michael Johnson | Estados Unidos                 | 43s 18 | Sevilha   | 26 de agosto de 1999  |
| Recorde do campeonato | Clement Chukwu  | Nigéria                        | 44s 65 | Dakar     | 20 de agosto de 1998  |
| Recorde africano      | Gary Kikaya     | República Democrática do Congo | 44s 10 | Estugarda | 9 de setembro de 2006 |

## Medalhistas
| Ouro                | Prata                 | Bronze               |
| Isaac Makwala (BOT) | Oscar Pistorius (RSA) | Willem de Beer (RSA) |

## Cronograma
Todos os horários são locais (UTC+1).
| Data        | Hora  | Evento    |
| ----------- | ----- | --------- |
| 27 de junho | 15:45 | Bateria   |
| 28 de junho | 16:10 | Semifinal |
| 29 de junho | 15:45 | Final     |

## Resultados

### Bateria
Qualificação: 4 atletas de cada bateria (Q) mais os 4 melhores qualificados (q).
| Posição | Bateria | Raia | Atleta                   | Nacionalidade      | Tempo | Notas |
| ------- | ------- | ---- | ------------------------ | ------------------ | ----- | ----- |
| 1       | 5       | 4    | Isaac Makwala            | Botswana           | 45.50 | Q     |
| 2       | 2       | 2    | Abiola Onakoya           | Nigéria            | 46.04 | Q     |
| 3       | 5       | 6    | Oscar Pistorius          | África do Sul      | 46.32 | Q     |
| 4       | 2       | 3    | Ofentse Mogawane         | África do Sul      | 46.37 | Q     |
| 5       | 5       | 3    | Mohamed Khouaja          | Líbia              | 46.40 | Q     |
| 6       | 2       | 8    | Ali Ngaimoko             | Uganda             | 46.43 | Q     |
| 7       | 4       | 6    | Saviour Kombe            | Zâmbia             | 46.49 | Q     |
| 8       | 5       | 7    | Mathieu Gnanligo         | Benim              | 46.50 | Q     |
| 9       | 3       | 5    | Salihu Isah              | Nigéria            | 46.58 | Q     |
| 9       | 3       | 8    | Thapelo Ketlogetswe      | Botswana           | 46.58 | Q     |
| 11      | 1       | 2    | Vincent Kiilu Mumo       | Quênia             | 46.73 | Q     |
| 12      | 1       | 4    | Seguo Ogunkule           | Nigéria            | 46.77 | Q     |
| 13      | 3       | 7    | Willem de Beer           | África do Sul      | 46.80 | Q     |
| 14      | 2       | 4    | Bereket Desta            | Etiópia            | 47.02 | Q     |
| 15      | 5       | 8    | Marvin Lewis             | Libéria            | 47.12 | q     |
| 16      | 4       | 8    | Daniel Gyasi             | Gana               | 47.25 | Q     |
| 17      | 1       | 7    | Frank Puriza             | Namíbia            | 47.37 | Q     |
| 18      | 1       | 3    | Nicholas Fordjour        | Gana               | 47.39 | Q     |
| 19      | 4       | 3    | Hago Tadesse             | Etiópia            | 47.47 | Q     |
| 20      | 3       | 6    | Mark Mutai               | Quênia             | 47.48 | Q     |
| 21      | 3       | 4    | Mohamedine Mahamadou     | Níger              | 47.89 | q     |
| 22      | 3       | 2    | Ali Abd Salem            | Líbia              | 47.96 | q     |
| 23      | 2       | 7    | Yaovi Michael Gougou     | Benim              | 48.08 | q     |
| 24      | 5       | 2    | David Tinago             | Zimbabwe           | 48.53 |       |
| 25      | 4       | 1    | Pako Seribe              | Botswana           | 49.12 | Q     |
| 26      | 4       | 7    | Djakalia Bamba           | Mali               | 49.19 |       |
| 27      | 5       | 5    | Gonfa Bekele             | Etiópia            | 49.64 |       |
| 28      | 1       | 5    | Abdoul Razack Robo Samma | Níger              | 49.71 |       |
| 29      | 4       | 5    | Emmanuel Ntakiyimana     | Ruanda             | 49.75 |       |
| 30      | 1       | 8    | Christ Bitsindou         | República do Congo | 50.28 |       |
| 31      | 1       | 1    | Abdallah Al Bain Abbo    | Chade              | 50.30 |       |
| 32      | 1       | 6    | Djama Iitireh Said       | Djibuti            | 50.89 |       |
| 33      | 3       | 3    | Izequiel Evora           | Cabo Verde         | 51.56 |       |
| 98      | 2       | 5    | Anderson Mureta          | Quênia             | DSQ   |       |
| 99      | 2       | 6    | Jiddou Ould Haye         | Mauritânia         | DNS   |       |
| 99      | 4       | 2    | Abdelkerim Mohammed      | Eritreia           | DNS   |       |
| 99      | 4       | 4    | Youssef Rabat            | Sudão              | DNS   |       |

### Semifinal
Qualificação: 2 atletas de cada bateria  (Q) mais os  2 melhores qualificados (q). 
| Posição | Bateria | Raia | Atleta               | Nacionalidade | Tempo | Notas |
| ------- | ------- | ---- | -------------------- | ------------- | ----- | ----- |
| 1       | 2       | 3    | Isaac Makwala        | Botswana      | 45.70 | Q     |
| 2       | 2       | 6    | Oscar Pistorius      | África do Sul | 46.14 | Q     |
| 3       | 1       | 7    | Mathieu Gnanligo     | Benim         | 46.32 | Q     |
| 4       | 1       | 8    | Willem de Beer       | África do Sul | 46.33 | Q     |
| 5       | 3       | 5    | Vincent Kiilu Mumo   | Quênia        | 46.39 | Q     |
| 6       | 1       | 6    | Salihu Isah          | Nigéria       | 46.46 | q     |
| 7       | 3       | 6    | Abiola Onakoya       | Nigéria       | 46.64 | Q     |
| 8       | 1       | 5    | Ali Ngaimoko         | Uganda        | 46.68 | q     |
| 9       | 3       | 3    | Ofentse Mogawane     | África do Sul | 46.79 |       |
| 10      | 3       | 4    | Mohamed Khouaja      | Líbia         | 46.82 |       |
| 11      | 3       | 8    | Bereket Desta        | Etiópia       | 47.05 |       |
| 12      | 3       | 7    | Frank Puriza         | Namíbia       | 47.13 |       |
| 13      | 2       | 4    | Seguo Ogunkule       | Nigéria       | 47.14 |       |
| 14      | 1       | 5    | Saviour Kombe        | Zâmbia        | 47.24 |       |
| 15      | 2       | 1    | Mark Mutai           | Quênia        | 47.35 |       |
| 16      | 1       | 4    | Daniel Gyasi         | Gana          | 47.86 |       |
| 17      | 1       | 1    | Mohamedine Mahamadou | Níger         | 47.95 |       |
| 18      | 1       | 3    | Thapelo Ketlogetswe  | Botswana      | 47.96 |       |
| 19      | 2       | 7    | Nicholas Fordjour    | Gana          | 48.14 |       |
| 20      | 2       | 8    | Hago Tadesse         | Etiópia       | 48.19 |       |
| 22      | 2       | 2    | Ali Abd Salem        | Líbia         | 48.57 |       |
| 22      | 3       | 2    | Yaovi Michael Gougou | Benim         | 48.65 |       |
| 99      | 1       | 3    | Marvin Lewis         | Libéria       | DNF   |       |
| 99      | 3       | 1    | Pako Seribe          | Botswana      | DNF   |       |

### Final
| Posição           | Raia | Atleta             | Nacionalidade | Tempo | Notas            |
| ----------------- | ---- | ------------------ | ------------- | ----- | ---------------- |
| Medalha de ouro   | 5    | Isaac Makwala      | Botswana      | 45.25 | Recorde pessoal  |
| Medalha de prata  | 3    | Oscar Pistorius    | África do Sul | 45.52 |                  |
| Medalha de bronze | 7    | Willem de Beer     | África do Sul | 45.67 |                  |
| 4                 | 6    | Mathieu Gnanligo   | Benim         | 45.82 | Recorde nacional |
| 5                 | 4    | Vincent Kiilu Mumo | Quênia        | 46.13 |                  |
| 6                 | 8    | Abiola Onakoya     | Nigéria       | 46.21 |                  |
| 7                 | 2    | Ali Ngaimoko       | Uganda        | 46.78 |                  |
| 8                 | 1    | Salihu Isah        | Nigéria       | 46.98 |                  |

Legenda
| Recorde mundial       | Recorde mundial (World record)               |                       | Recorde africano                      | Recorde africano (African) |                                           | Q | Classificado por posição (Qualified) |
| Recorde do campeonato | Recorde do campeonato (Championship record)  | Recorde da América    | Recorde da América (Americas)         | q                          | Classificado por melhor tempo (Qualified) |   |                                      |
| Melhor marca do ano   | Melhor marca do ano (World leading)          | Recorde asiático      | Recorde asiático (Asian)              | DNS                        | Não largou (Did not start)                |   |                                      |
| Recorde nacional      | Recorde nacional (National record)           | Recorde europeu       | Recorde europeu (European)            | DNF                        | Não terminou (Did not finish)             |   |                                      |
| Recorde pessoal       | Recorde pessoal do atleta (Personal best)    | Recorde da Oceania    | Recorde da Oceania (Oceania)          | DSQ / DQ                   | Desclassificado (Disqualified)            |   |                                      |
| Recorde da temporada  | Recorde da temporada do atleta (Season best) | Recorde sul-americano | Recorde sul-americano (South America) | NM                         | Sem marca (No mark)                       |   |                                      |